# Kacper Majchrzak
Kacper Krystian Majchrzak (ur. 22 września 1992 w Poznaniu) – polski pływak specjalizujący się w stylu dowolnym, brązowy medalista mistrzostw Europy, uczestnik Letnich Igrzysk Olimpijskich 2012 oraz Letnich Igrzysk Olimpijskich 2016 oraz Letnich Igrzysk Olimpijskich 2020. Rekordzista Polski na dystansie 100 i 200 m stylem dowolnym. Absolwent Zespołu Szkół Mistrzostwa Sportowego w Poznaniu. Reprezentant klubu KS Warta Poznań.

## Kariera
Przygodę z pływaniem zaczął w wieku 7 lat w Klubie Sportowym Posnania pod okiem trenera Grzegorza Płóciniaka. Następnie w wieku 15 lat przeszedł do Szkoły Mistrzostwa Sportowego w Poznaniu i zmienił barwy na Klub Sportowy Warta, który reprezentuje do chwili obecnej. Od 16 roku życia współpracuje z trenerem Michałem Szymańskim.
Swój pierwszy znaczący sukces odniósł w 2009 roku, zdobywając srebrny medal na dystansie 50 metrów stylem dowolnym na Ogólnopolskiej Olimpiadzie Młodzieży 17–18 lat. Kolejne znaczące finały i medale to m.in. kolejne OOM (2010 r.), minimum (8-wynik) na Mistrzostwa Europy Juniorów w Helsinkach na dystansie 50 m dowolnym, gdzie w rezultacie uplasował się na 6. pozycji. W 2010 roku zdobył pierwsze medale na Mistrzostwach Polski Seniorów.
W 2012 otrzymał powołanie do kadry na igrzyska olimpijskie w Londynie do sztafety 4 × 100 m stylem zmiennym oraz możliwość startu na 50 m stylem dowolnym.
W 2016 roku podczas igrzysk w Rio de Janeiro na dystansie 200 m stylem dowolnym zajął dziesiąte miejsce i czasem 1:46,30 ustanowił nowy rekord Polski.
Rok później na mistrzostwach świata w Budapeszcie w tej samej konkurencji był dziewiąty z wynikiem 1:46,40. Płynął także w sztafecie 4 × 200 m stylem dowolnym, która uplasowała się na siódmym miejscu. Na dystansie 100 m stylem dowolnym zajął 23. miejsce (48,98).
W sierpniu tego samego roku podczas uniwersjady w Tajpej w konkurencji 200 m kraulem zdobył srebrny medal i poprawił rekord kraju, uzyskawszy czas 1:46,19. Na dystansie dwukrotnie krótszym również wywalczył srebro, osiągając drugi czas w historii polskiego pływania (48,38).
W 2025 roku podczas World Games 2025 w Chengdu zdobył 3 medale w sportowym ratownictwie wodnym: złoty w konkurencji 100 m ratownik kombinowany (bijąc jednocześnie rekord świata) i dwa srebrne (50 m holowanie manekina oraz sztafeta 4 × 25 m holowanie manekina).
Jest żołnierzem Sił Zbrojnych RP.
| Rekord | kategoria                            | dystans                    | basen | czas    | data       | miejsce |
| ------ | ------------------------------------ | -------------------------- | ----- | ------- | ---------- | ------- |
| Polski | seniorzy – open                      | 200 m stylem dowolnym      | 50 m  | 1:46,19 | 22.08.2017 | Tajpej  |
| Polski | seniorzy – open                      | 100 m stylem dowolnym      | 25 m  | 46,19   | 06.08.2017 | Berlin  |
| Polski | seniorzy – open                      | 200 m stylem dowolnym      | 25 m  | 1:41,62 | 07.08.2017 | Berlin  |
| Polski | seniorzy-open sztafeta reprezentacji | 4 × 100 m dowolnym         | 50 m  | 3:14,12 | 02.08.2015 | Kazań   |
| Polski | seniorzy-open sztafeta reprezentacji | 4 × 200 m dowolnym         | 50 m  | 7:08,31 | 21.05.2015 | Londyn  |
| Świata | seniorzy – lifesaving                | 100 m ratownik kombinowany | 50 m  | 57,64   | 08.08.2025 | Chengdu |